# Ragnvald Hellgren
Ragnvald Erik Hellgren, född 24 maj 1908 i Själevad, Grytsjö, död 25 oktober 1997 i Domsjö, var en svensk målare och tecknare.
Han var son till lantbrukaren Daniel Hellgren och Karolina Sjökvist och från 1964 gift med Alma Elvira Berglund. Hellgren har huvudsakligen utbildat sig till konstnär genom självstudier men var elev vid Grünewalds målarskola 1942-1944 och bedrev även studier under resor till Danmark och Frankrike 1948. Han debuterade i Örnsköldsviks jubileumsutställning 1942 och ställde därefter ut separat på bland annat Modern konst i hemmiljö 1944 och på flera platser i Norrland han medverkade i samlingsutställningar med Ångermanlands konstförbund och Sällskapet för jämtländsk konstkultur. Hans konst består av landskap, från fiskelägen i Ångermanland, lappländska fjäll, Stockholmsmotiv och blommor samt några enstaka stilleben och figurmålningar utförda i olja eller pastell. Han var under en period verksam som tidningsillustratör för några Norrländska tidningar.  